# الزمهلوية (فلم)
الزمهلوية فيلم كوميدي رياضي مصري عرض عام 2008، يقوم الفيلم بعرض مشكلة قائمه بإطار جديد جدا بحيث يتيح للمشاهد الوقوف والتفكير بعقلانيه كيف أن الشعب العربي يلتفت إلى توافه الأمور ويتجه إلى التعصب في الأمور الترفيهية والتي وجدت للترفيه والتوحد وليس لخلق العداء وينسى المآسي الحقيقية والتي يمر بها الوطن العربي دون الدخول في التفاصيل.
تاريخ عرض الفيلم يوافق عيد الفطر في مصر لعام 1429 هـ.

## قصة الفيلم
عائلتان تقيمان في منطقة واحدة كل عائلة منها متعصبة لفريق من الفرق الكبري، الاولي للنادي الأهلي والثانية لنادي الزمالك، مما يخلق العداء المستحكم فيها بينهم، يقوم الشاب ابن العائلة الثانية باللعب لصالح الزمالك والدفاع عن النادي فيصطدم بإبنه العائلة الأهلوية إلا أنهما يقعان في الحب فيحاول الشاب الزملكاوي التقرب من حبيبته رغم تعصبه إلا أنه يقابل بالكراهية من عائلة حبيبته ويشترك في اللعب في إحدي المباريات ويحتدم الصراع إلا أن الحب يتغلب علي التعصب الكروي.

## الشخصيات
| - صلاح عبد الله : شحاته الساكت حسين كبير مشجعي نادي الزمالك - الساكت حسين - عزت أبو عوف : مختار سليم أبو نواس كبير مشجعى نادي الأهلي - سليم أبو نواس - انتصار : زوجة شحاته الساكت حسين - هالة فاخر : زوجة مختار سليم أبو نواس - أحمد عزمي : حسن شحاته الساكت ابن شحاته الساكت حسين - بشرى : عبير مختار سليم ابنة مختار سليم أبو نواس - لارا صبري - نرمين ماهر - حجاج عبد العظيم - طلعت زين : محامي شحاته الساكت - وحيد سيف : محامي مختار سليم | - وائل صلاح الدين : سائق سيارة مختار سليم - حسن مصطفى : ضيف شرف - أحمد التهامي : وائل ضيف شرف - إيمان السيد - ضياء الميرغني - نادية العراقية - منير مكرم - ماهر سليم - حمدي السخاوي - ريكو - هدى |

| - خالد بيبو : بشخصيته الحقيقية كلاعب كرة قدم - عصام الحضري : بشخصيته الحقيقية كلاعب كرة قدم - جمال حمزة : بشخصيته الحقيقية كلاعب كرة قدم - شادي محمد : بشخصيته الحقيقية كلاعب كرة قدم | - عمرو زكي : بشخصيته الحقيقية كلاعب كرة قدم - محمد شوقي : بشخصيته الحقيقية كلاعب كرة قدم - حسام البدري : بشخصيته الحقيقية كمدرب نادي الاهلي |

## فريق العمل
- مخرج: أشرف فايق
- كاتب: عصام حلمى (مؤلف-سيناريست)
- منتج: يحي أبو شنب (إنتاج)
- موسيقى: عمرو إسماعيل (مؤلف موسيقي)
- مدير التصوير: محمد شفيق
- مهندس صوت: طارق علوش
- منتج فني: سيد أمين
- ديكور: حمدي عبد الرحمن
- توزيع: النصر - أوسكار - الماسة

## وصلات خارجية
- مقالات تستعمل روابط فنية بلا صلة مع ويكي بيانات
- صفحة الفيلم على موقع السينما
- صفحة الفيلم على موقع في الفن